# At Vance
At Vance es un grupo alemán de power metal melódico formado por el vocalista Oliver Hartmann (ex-Centers) y el guitarrista Olaf Lenk (ex-Velvet Viper) en 1998.

## Biografía
Con la experiencia que tenían Oliver Hartmann y Olaf Lenk, les fue fácil obtener un contrato con Shark Records. Con Rainald König (guitarra), Ulli Muller (teclados), Jochen Schnur (bajo) y Spoony (batería) grabaron su primer álbum "No Escape" en 1999.
Con fanes en Europa, el grupo saca su segundo disco en el 2000 titulado "Heart of Steel" (con el nuevo baterista Jurgen Lucas). Fue un gran éxito, especialmente en Japón. En el 2001 graban "Dragonchaser". En el año siguiente la banda cambia su compañía discográfica por AFM Records, perdiendo a su bajista y teclista. Lanzan su cuarto álbum "Only Human", y muy pronto tocaron en una gira europea junto a Rhapsody of Fire y Angel Dust. La formación vuelve a cambiar en el 2003, y el grupo le da la bienvenida a su nuevo vocalista, Mats Levén, y bajista, Sascha Feldmann, antes de grabar el L.P. "The Evil in You", que fue su álbum más vendido hasta el momento. Después del lanzamiento, hicieron una gira con Kamelot.
Más tarde, Lenk, König y Feldmann remplazan al último bajista por John ABC Smith (ex-Scanner , ex-Gallows Pole). La guitarra fue tomada por Lenk y la batería por Mark Cross (ex-Helloween). Con esta formación lanzan "Chained". En la página oficial del grupo se anunció que en abril de 2007 lanzan "VII", introduciendo al joven cantante Rick Altzi en las voces.
Cabe destacar que los álbumes de At Vance contienen versiones de piezas musicales clásicas desde el primer momento, como de Frédéric Chopin, Ludwig van Beethoven, Antonio Vivaldi, entre otros.
La nueva formación del grupo fue anunciada en su página web, introduciendo a Alex Landenburg (de Annihilator) en la batería, y Manuel Walther en el bajo.

## Formación actual
- Rick Altzi (2007 - Actualidad) - Voces
- Olaf Lenk (1998 - Actualidad) - Guitarra
- Chris Hill (2010 - Actualidad) - Bajo
- Kevin Kott (2012 - Actualidad) - Batería

## Miembros Pasados
- Oliver Hartmann (1998 - 2003) - Voces
- Mats Levén (2003 - 2007) - Voces
- Rainald König (1999 - 2004) - Guitarra
- Ulli Muller (1999 - 2002) - Teclados
- Jochen Schnur (2000 - 2002) - Bajo
- Sascha Feldmann (2003 - 2004) - Bajo
- John ABC Smith (2004 - 2007) - Bajo
- Manuel Walther (2007 - 2009) - Bajo
- Jürgen Lucas (2000 - 2004) - Batería
- Mark Cross (1999) (2005 - 2006) - Batería

## Discografía
- No Escape (1999)
- Heart of Steel (2000)
- Dragonchaser (2001)
- Only Human (2002)
- The Evil In You (2003)
- Chained (2005)
- VII (2007)
- Ride the Sky (2009)
- Facing Your Enemy (2012)

### Compilaciones
- Early Works - Centers (2001)
- Decade (2010)